# Cursor
De cursor is de aanwijzer op het beeldscherm van een computer. Er zijn twee cursors:
- De tekstcursor wijst aan waar gegevens van het toetsenbord worden ingevoegd. Hij wordt met de pijltjestoetsen verplaatst. Is er een muis of touchpad, dan kan hij ook verplaatst worden door daarmee in de tekst te klikken.
- De muiscursor of muisaanwijzer geeft aan waar het effect heeft als er geklikt wordt. Wanneer er met de muis of touchpad bewogen wordt, beweegt de cursor mee.

## Tekstcursor
De tekstcursor is meestal een verticaal, knipperend streepje op de plaats waar het eerstvolgende getypte teken komt:
Ook andere vormen komen voor: een blokje of een horizontaal streepje vóór het volgende teken:
| Cursor in de vorm van een blokje achter het woord Wikipedia | Cursor in de vorm van een horizontaal streepje achter het woord Wikipedia |

## Muiscursor
De muiscursor heeft standaard de vorm van een pijltje. De cursor kan echter andere vormen aannemen, bijvoorbeeld een zandloper als je moet wachten omdat er gegevens verwerkt worden, of een handje als je de cursor over een koppeling beweegt. Bij tekstverwerking verandert de cursor in een verticale lijn.
| Zandloper                                                            | Lijn | Pijl | Pijlen | Hand |
| Houd de muisaanwijzer op de onderschriften om het resultaat te zien. |      |      |        |      |

Bij sommige besturingssystemen verdwijnt de muisaanwijzer (het pijltje) als in een tekstveld iets wordt ingetypt.

## Varianten
Sinds de jaren 90 zijn er voor Windows-gebruikers bestanden te downloaden waaruit de pc-gebruiker kan kiezen om de cursor een ander uiterlijk te geven. In 2004 werd het bij sommige Linuxdistributies mogelijk om voor de cursor een PNG-bestand te kiezen.

## Cursor in een database
De term cursor wordt ook gebruikt om een deelverzameling rijen aan te geven, die met een SQL-statement uit een database zijn geselecteerd. Deze cursor gedraagt zich min of meer als een zelfstandige tabel, die bijvoorbeeld sequentieel kan worden verwerkt.

## Cursor bij een datacontainer
Een cursor is een iterator waarvan de doorlooplogica in de container opgeslagen ligt.